# Liste des motoristes de Formule 1
Cette page recense les motoristes ayant participé à au moins 1 Grand Prix du Championnat du monde de Formule 1 depuis sa création en 1950. Ceux ayant participé uniquement aux 500 miles d'Indianapolis (comptants alors pour le Championnat du monde entre 1950 et 1960) sont rangés dans la deuxième section.

## Motoristes ayant participé au championnat du monde
| Motoriste       | Pays        | Écuries motorisées | Années en Formule 1                               | Victoires |
| --------------- | ----------- | --- | ------------------------------------------------- | --------- |
| Acer,           | Taïwan      | Prost | 2001                                              | -         |
| Alfa Romeo      | Italie      | Alfa Romeo, Brabham, Osella, March, McLaren, LDS, Alfa Special, Cooper | 1950-1951, 1962-1963, 1965, 1970-1971, 1976- 1987 | 12        |
| Alta            | Royaume-Uni | HWM, Connaught, Cooper, Alta, Emeryson | 1950-1959                                         | -         |
| Arrows          | Royaume-Uni | Arrows | 1998-1999                                         | -         |
| Asiatech,       | Japon       | Arrows, Minardi | 2001-2002                                         | -         |
| Aston Martin    | Royaume-Uni | Aston Martin | 1959-1960                                         | -         |
| A-T-S           | Italie      | A-T-S, Cooper | 1963-1964, 1967                                   | -         |
| BMW             | Allemagne   | Williams, Brabham, BMW Sauber, Arrows, ATS, Benetton, Lola, BMW, AFM, Klenk, Frazer Nash | 1952-1954, 1967-1968, 1982-1987, 2000-2009        | 20        |
| Borgward        | Allemagne   | Cooper | 1959                                              | -         |
| Bristol         | Royaume-Uni | Cooper, Frazer Nash, ERA, AFM | 1952-1957                                         | -         |
| BRM             | Royaume-Uni | BRM, Lotus, Brabham, McLaren, BRP, Cooper, Scirocco-Powell, Gilby | 1951, 1956-1960, 1962-1967                        | 18        |
| Bugatti         | France      | Bugatti | 1959                                              | -         |
| Butterworth     | Royaume-Uni | WS Aston | 1952                                              | -         |
| Castellotti     | Italie      | Cooper | 1960                                              | -         |
| Climax          | Royaume-Uni | Lotus, Cooper, Brabham, Lola, Eagle, BRM, Emeryson, Gilby, Ferguson, Shannon, JBW, LDS, Scirocco-Powell | 1957-1969                                         | 40        |
| Conrero         | Italie      | De Tomaso | 1961                                              | -         |
| Cosworth        | Royaume-Uni | HRT, Williams, Marussia, Virgin, Lotus, Minardi, Toro Rosso, Red Bull | 2005-2006, 2010-2013                              | -         |
| EMW             | Allemagne   | EMW | 1953                                              | -         |
| ERA             | Royaume-Uni | ERA | 1950-1951                                         | -         |
| European        | Royaume-Uni | Minardi | 2001                                              | -         |
| Ferrari         | Italie      | Ferrari, Toro Rosso, Sauber, Marussia, BMW Sauber, Force India, Red Bull, Spyker, Minardi, Dallara, Lola, Haas, Cooper | 1950-2020                                         | 236       |
| Fondmetal       | Italie      | Minardi | 2000                                              | -         |
| Ford            | États-Unis  | McLaren, Brabham, Stebro, Cooper, Lotus | 1963-1966                                         | -         |
| Ford-Cosworth   | Royaume-Uni | Tyrrell, Lotus, McLaren, Minardi, March, Arrows, Brabham, Benetton, Surtees, Williams, Shadow, Ensign, Jaguar, Lola, Ligier, Copersucar, ATS, Osella, Hesketh, Jordan, Stewart, Wolf, Dallara, AGS, Penske, Sauber, Theodore, Fittipaldi, Iso-Marlboro, Matra, Forti, Footwork, Simtek, Rial, Fondmetal, Pacific, Parnelli, Larrousse, Onyx, Coloni, Eurobrun, Team Merzario, Hill, De Tomaso, Eifelland Racing, Trojan, Boro, Martini, LEC, RAM March, Token, Kojima, Bellasi, Amon, Connew, Lyncar, Monteverdi, Rebaque, Politoys | 1967-2004                                         | 176       |
| Gordini         | France      | Gordini, Simca-Gordini | 1950-1956                                         | -         |
| Hart            | Royaume-Uni | Toleman, Footwork, RAM, Spirit, Minardi, Lola | 1981-1986, 1993-1997                              | -         |
| Honda           | Japon       | Red Bull, McLaren, BAR, Honda, Williams, Super Aguri, Jordan, Lotus, Toro Rosso,Tyrrell, Spirit | 1964-1968, 1983-1992, 2000-2008, 2015-2020        | 72        |
| Ilmor           | Royaume-Uni | Leyton House, Tyrrell, March, Pacific | 1991-1994                                         | -         |
| Jaguar          | Royaume-Uni | Ferrari | 1950                                              | -         |
| JAP             | Royaume-Uni | Cooper | 1950                                              | -         |
| Judd            | Royaume-Uni | Brabham, March, Lotus, Williams, Dallara, Leyton House, Ligier, Eurobrun, Andrea Moda | 1988-1992                                         | -         |
| Küchen          | Allemagne   | AFM | 1952                                              | -         |
| Lamborghini     | Italie      | Lola, Venturi, Lotus, Ligier, Larrousse, Minardi, Lamborghini | 1989-1993                                         | -         |
| Lancia          | Italie      | Lancia | 1954-1955                                         | -         |
| Lea Francis     | Royaume-Uni | Connaught | 1952-1954                                         | -         |
| Maserati        | Italie      | Maserati, Cooper, Maserati Milano, JBW, Studio Tecnica Meccanica, Lotus, ENB | 1950-1963, 1965-1969                              | 11        |
| Matra           | France      | Ligier, Matra, Shadow | 1968, 1970-1972, 1975-1978, 1981-1982             | 3         |
| Mecachrome      | France      | Williams | 1998                                              | -         |
| Megatron,       | Suisse      | Arrows, Ligier | 1987-1988                                         | -         |
| Mercedes-Benz   | Allemagne   | McLaren, Force India, Mercedes, Williams, Lotus, Brawn GP, Sauber, Manor | 1954-1955, 1994-2020                              | 173       |
| Motori Moderni  | Italie      | Minardi, AGS | 1985-1987                                         | -         |
| Mugen Honda     | Japon       | Jordan, Ligier, Footwork, Prost, Lotus | 1992-2000                                         | 4         |
| O.S.C.A.        | Italie      | OSCA, De Tomaso, Maserati, Cooper | 1951-1953, 1959, 1961                             | -         |
| Osella          | Italie      | Osella | 1988                                              | -         |
| Petronas,       | Malaisie    | Sauber | 1997-2005                                         | -         |
| Peugeot,        | France      | Jordan, Prost, McLaren | 1994-2000                                         | -         |
| Playlife,       | Italie      | Benetton | 1998-2000                                         | -         |
| Porsche,        | Allemagne   | Porsche, Footwork | 1958-1964, 1991                                   | 1         |
| Pratt & Whitney | États-Unis  | Lotus | 1971                                              | -         |
| Renault         | France      | Renault, Williams, Red Bull, Lotus, Benetton, Ligier, Caterham, Tyrrell, Toro Rosso, McLaren , Alpine | 1977-1986, 1989-1997, 2001-2020                   | 168       |
| Repco,          | Australie   | Brabham, LDS | 1966-1969                                         | 8         |
| Sauber          | Suisse      | Sauber | 1993                                              | -         |
| Scarab          | États-Unis  | Scarab | 1960                                              | -         |
| Serenissima,    | Italie      | McLaren | 1966                                              | -         |
| Supertec,       | France      | Williams, BAR, Arrows | 1999-2000                                         | -         |
| Tag Heuer,      | Suisse      | Red Bull | 2016-2018                                         | 9         |
| TAG Porsche,    | Allemagne   | McLaren | 1983-1987                                         | 25        |
| Talbot          | France      | Talbot-Lago | 1950-1951                                         | -         |
| Tecno           | Italie      | Tecno | 1972-1973                                         | -         |
| Toyota,         | Japon       | Toyota, Williams, Jordan, Midland | 2002-2009                                         | -         |
| Vanwall         | Royaume-Uni | Vanwall | 1954-1960                                         | 9         |
| Veritas         | Allemagne   | Veritas | 1951-1953                                         | -         |
| Weslake,        | Royaume-Uni | Eagle | 1966-1968                                         | -         |
| Yamaha,         | Japon       | Tyrrell, Arrows, Brabham, Jordan, Zakspeed | 1989, 1991-1997                                   | -         |
| Zakspeed,       | Allemagne   | Zakspeed | 1985-1988                                         | -         |

## Motoristes des 500 miles d'Indianapolis
| Nom         | Pays       | Écuries motorisées | Années en F1         | Victoires |
| ----------- | ---------- | --- | -------------------- | --------- |
| Cummins     | États-Unis | Kurtis Kraft | 1950, 1952           | -         |
| Novi        | États-Unis | Kurtis Kraft, Meyer | 1951-1953, 1956-1958 | -         |
| Offenhauser | États-Unis | Kurtis Kraft, Kuzma, Watson, Lesovsky, Phillips, Stevens, Epperly, Trevis, Bromme, Schroeder, Dunn, Pawl, Moore, Deidt, Ewing, Marchese, Nichels, Pankratz, Maserati, Sherman, Christensen, Hall, Elder, Sutton, Meskowski, Olson, Wetteroth, Snowberger, Del Roy, Turner, Adams, Rae, Langley | 1950-1960            | 11        |

## Le règlement moteur au fil des années
Entre 1950 et 1951, seule la cylindrée est limitée : 4 500 cm3 pour les moteurs atmosphériques et 1 500 cm3 pour les suralimentés. Ainsi, il y a une grande variété de moteurs que ce soit au niveau des 500 miles d'Indianapolis ou pour les courses classiques : 4, 6 ou 8 cylindres en ligne avec ou sans compresseur est la monture classique, mais il y a parfois de l'exotisme comme chez JAP avec un moteur V2 ou Ferrari avec ses V12. BRM utilise même un V16 sur ses P15.
En 1952, la limite passe à 2 000 cm3 pour les atmosphériques et 500 pour les suralimentés (comme en Formule 2) et voit l'apparition des premiers V8 (chez Küchen) et la disparition des compresseurs et des moteurs exotiques: le L4, L6 ou L8 est de rigueur.
En 1954, les atmosphériques sont limités à 2 500 cm3 et les suralimentés à 750 cm3. 1957 voit le retour du V12 chez Maserati et une utilisation du V8 chez Ferrari (utilisé juste avant par Lancia). Le moteur en position arrière apparaît chez Cooper en 1958.
En 1959, les V6 sont utilisés pour la première fois, chez Ferrari et les flats 4 chez Porsche.
En 1961, la suralimentation est interdite et la cylindrée maximale passe à 1 500 cm3 et l'année suivante le V8 s'impose petit à petit chez les écuries. Porsche utilise cependant un flat 8.
En 1964, Ferrari monte un moteur flat 12 sur la 1512 et Honda un V12 sur sa RA270.
1966 marque le retour de la suralimentation (limitée alors à 1 500 cm3) et les moteurs atmosphériques passent à 3 000 cm3. BRM utilise un moteur H-16 (l'équivalent d'un flat 16, avec 2 V8 accolés). On notera une mixité de V8, V12 et 4 cylindres en ligne.
En 1971, Lotus fait sensation en utilisant une turbine Pratt & Whitney dans la 56 d'une puissance de 500ch. Le reste du plateau utilise des V8, V12 ou flat 12 pour Ferrari.
En 1972, les moteurs sont bridés à 12 cylindres maximum. C'est d'ailleurs durant cette décennie que le V8 Ford Cosworth DFV s'imposera comme un moteur marquant dans l'histoire de la Formule 1.
En 1977, Renault utilise pour la première fois un moteur turbo avec l'EF1 V6 qui deviendra par la suite la norme en 1986.
En 1981, fait notable, Toleman utilise un 4 cylindres en ligne turbo Hart, configuration qui sera massivement utilisée par BMW.
En 1987, les moteurs atmosphériques sont de nouveau autorisés (3 000 cm3 maximum) aux côtés des turbos (1 500 cm3 maximum), toujours 12 cylindres maximum.
1989 marque la fin de l'ère des turbos, seuls les atmosphériques sont encore autorisés (3 500 cm3 max) avec l'apparition notable des V10 Honda et Renault.
En 1996, la cylindrée maximale est abaissée à 3 500 cm3.
En 1998, bien que les moteurs peuvent avoir jusqu'à 12 cylindres, toutes les écuries sont équipées de V10. Ainsi, en 2000 les moteurs ne pourront qu'avoir 10 cylindres maximum.
En 2004, par mesure d'économie, les équipes ne pourront utiliser qu'un seul moteur par Grand Prix. Puis l'année suivante, ce sera pour 2 Grands Prix.
En 2006, le V8 est de mise avec une cylindrée de 2 400 cm3, le V10 est autorisé dans la limite de 3 000 cm3 avec bride d'admission d'air. Les V10 seront bannis pour 2008.
En 2009, les écuries disposent de 8 moteurs par saison maximum.
En 2014, les moteurs réglementaires sont des V6 turbo hybrides de 1 600 cm3 et les équipes peuvent en utiliser 5 par saison puis 4 en 2015. Ce chiffre passe de nouveau à 5 pour la saison 2016 avant de revenir encore une fois à 4 pour 2017. Pour la saison 2018, le nombre de moteurs par pilote est limité à trois pour la saison complète.